# 国家企业信用信息公示系统
国家企业信用信息公示系统是中華人民共和國國家工商行政管理總局於2014年2月推出的中華人民共和國各類企業（市場主體）信息查詢系統。国家企业信用信息公示系统有網頁版、Android和iOS應用程序、微信小程序和支付寶小程序。用戶可以在此查詢企業的註冊登記、許可審批、行政處罰、經營異常等內容。

## 外部連結
- 官方网站